# Гіади (зоряне скупчення)
Гіа́ди (грец. Υάδες — «дощові»), також Чепіги — розсіяне зоряне скупчення у сузір'ї Тельця, яке видно неозброєним оком. Гіади розташовані за 150 світлових років від Землі і є найближчим розсіяним скупченням. Найяскравіші зорі скупчення разом з Альдебараном (найяскравішою зорею Тельця) утворюють фігуру, схожу на літеру «V». Сам Альдебаран розташований вдвічі ближче і до скупчення не належить, а лише проєктується на нього.
Діаметр скупчення становить 75 світлових років, але центральна група зір перебуває у сфері діаметром лише 10 світлових років. Згідно з діаграмою Герцшпрунга — Рассела, його вік налічує 625 ±50 мільйонів років. Швидше за все, Гіади утворилися з тієї ж газопилової хмари, що і скупчення Ясла.

## Історія
Гіади відомі з доісторичних часів. Їх згадує Гомер в «Іліаді». У Стародавній Греції Гіади разом з Альдебараном часто вважали окремим сузір'ям. У сучасній астрономії їх вважають астеризмом.
Назву скупчення отримало від міфологічних Гіад — п'ятьох дочок Атланта, сестер Плеяд. Поява на небосхилі Гіад-плакальниць сповіщала про настання у Греції дощової пори.
Уперше Гіади було каталогізовано, ймовірно, Годієрною (італ. Giovanni Battista Hodierna) 1654 року. Його праця не була відома майже нікому до 1985 року. За каталогом Мелота (Melotte) 1915 року вони мають позначення Mel 25. Гіади також було позначено на зоряних картах Мессьє, але не включено до його відомого каталогу.
1908 року Льюїс Босс першим довів, що зірки Гіад рухаються разом, а отже, мають спільне походження.